# Lovrenc Arnič
Lovrenc (Lovro) Arnič, slovenski dirigent in pedagog, * 6. julij 1943, Ljubljana.

## Življenjepis
Lovrenc Arnič je sin slovenskega skladatelja Blaža Arniča. S študijem glasbe je pričel na ljubljanski Akademiji za glasbo na oddelku za klavir pri Hildi Horakovi in dirigiranje v razredu Danila Švare. Po končani izobrazbi na tej ustanovi, kjer je prejel tudi študentsko Prešernovo nagrado, je nadaljeval s študijem dirigiranja na leningrajskem Glasbenem konservatoriju »Nikolaj Rimski Korsakov« v razredu I. A. Mussina. S štipendijo fundacije IREX se je izpopolnjeval v ZDA. Med študijem je bil deležen tudi mentorskih napotkov maestra Lovra Matačića, s katerim je bil v stalnem stiku.
Njegova dirigentska kariera je začela z ansamblom Opere in Baleta SNG Ljubljana, kjer je bil vrsto let dirigent in nazadnje tudi umetniški direktor. Pod njegovo taktirko so dosegle veliko odmevnost zlasti predstave Nabucco, Otello, Don Carlos, Boris Godunov in Aida.  
V tem obdobju je osnoval tudi Ljubljanski mladinski simfonični orkester, bil njegov dirigent in umetniški vodja ter z njim na 8. svetovnem tekmovanju v Kerkradeu (Holandija) osvojil zlato medaljo s posebno pohvalo žirije. Je tudi zmagovalec 8. tekmovanja mladih glasbenih umetnikov Jugoslavije v Zagrebu na področju dirigiranja in nosilec Gallusove bronaste plakete.
Kot izredni profesor je  poučeval na Akademiji za glasbo v Ljubljani. Dve sezoni je bil tudi glasbeni direktor in šef dirigent Državne opere in baleta v Ankari. Od leta 2005 je bil pomočnik Ministra za kulturo RS Vaska Simonitija.
Njegov repertoar posega tako na operno, kot simfonično področje. Sodeloval je s simfoničnimi orkestri in opernimi hišami na področju bivše Jugoslavije, Italije, Francije, Avstrije, Nemčije, bivše Sovjetske zveze, bivše ČSR in ZDA. Kot dirigent je bil gost različnih festivalov doma in na tujem: Ljubljanskega festivala, poletnega festivala Libertas v Dubrovniku, Opatijskem festivalu, Majskih opernih večerov v Skopju, Festivala Histria v Pulju, festivala  Leningrajska  pomlad, Vieille Charite v Marseillu, Puccinijevega festivala v Torre del Lago, festivala v Aspendosu.
Ves čas se posveča tudi očetovi glasbeni zapuščini, še posebno intenzivno zadnja leta: vrsta opravljenih redakcij, javnih izvedb in novih posnetkov ponovno prebuja simfonični opus Blaža Arniča.